# الجسر الأبيض

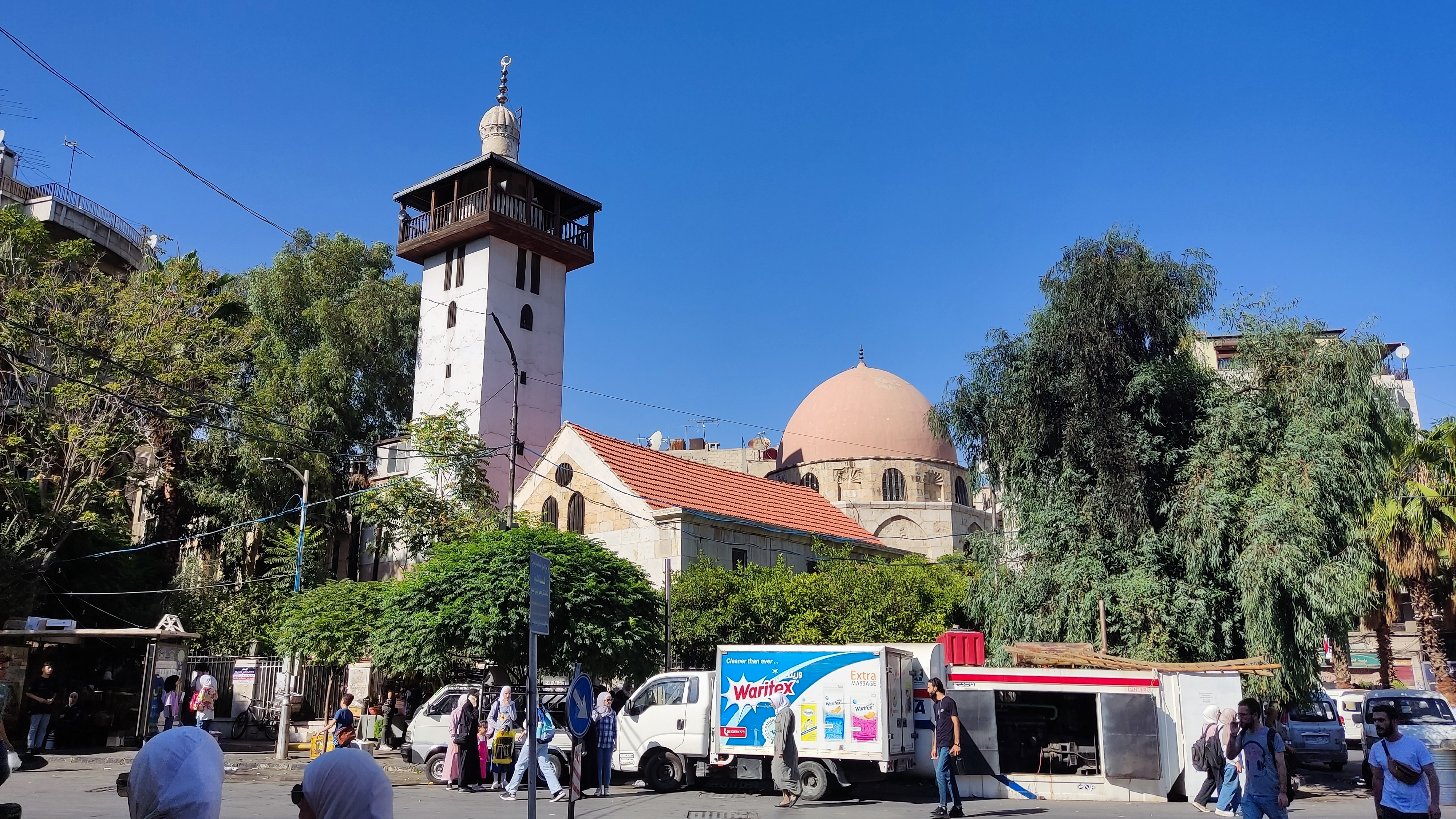
الجسر الأبيض في عام 2024، ويظهر في الصورة جامع الجسر الأبيض الذي يحمل اسم المنطقة

الجسر الأبيض هو جسر في مدينة دمشق، كان فوق نهر ثورا في ساحة الجسر الأبيض الحالية، الواقع بين جادة بستان الرئيس وبداية جادة العفيف، اختفى الجسر بعد تغطية النهر في هذا الموضع، وتحول المكان إلى ساحة حملت اسم الجسر الأبيض.

## التسمية
سمِّي بالجسر الأبيض لوجود جسر كان مبنيًا من حجارة بيضاء فوق نهر ثورا.

## التاريخ

### الثورة السورية
في قرابة الساعة الثالثة ظهرًا من يوم 27 مايو (أيار) 2012، خرج اعتصام أمام مشفى الطلياني تنديدًا بجرائم نظام الأسد وميليشياته في أعقاب مجزرة الحولة، وهتفت لوحدة الشعب السوري رافعين شعار «لا للقتل، لا للطائفيّة»، وحمل بعض المتظاهرين ورودًا بيضاء، قابلت قوات الأمن المعتصمين بفتح الرصاص الحي وضربهم بأعقاب البنادق، ونزع حجابات النساء، والاعتداء على امرأتين بالضرب، ثمّ اعتقالهما. ووثِّق اعتقال تسع نساء وستة رجال اقتيدوا إلى فرع أمن الدولة الذي يرأسه حافظ مخلوف (ابن خال بشار الأسد). وفي 2 يونيو (حزيران) 2012، شاركت محال في مناطق الجسر الأبيض، والعفيف، والطلياني بالإضراب العام ردًا على مجزرة الحولة. في يوم 11 فبراير (شباط) 2013، استهدف الجيش الحر حاجز الجسر الأبيض، المعروف بحاجز فرع أمن الدولة التابع لحافظ مخلوف، في عمليةٍ أسفرت عن مقتل 15 عنصرًا من مليشيات الأسد. وفي 22 أبريل (نيسان) 2013، نفَّذت قوات النظام حملة مداهمات وتفتيش للمنازل في المنطقة.
وفي يوم 3 ديسمبر (كانون الأول) 2013، هزّ تفجير المنطقة قرابة الساعة 12 ظهرًا استهدف مدخل الوحدة العسكرية 205 الواقعة في منطقة الجبّة بالجسر الأبيض. أفاد إعلام النظام عن مقتل 4 أشخاص وجرح 17 آخرين، ارتفع بعدها عدد القتلى ليصل إلى ستة أشخاص، مع تسجيل إصابة 15 آخرون. وقد تبع الانفجار تصاعد لأعمدة الدخان وتوافد 5 سيارات إسعاف على المنطقة. كشفت منظمة «مع العدالة» إلى أن الدلائل تشير إلى ضلوع العميد حافظ مخلوف (ابن خال بشار الأسد) وراء الانفجار، خاصةً أن المنطقة تخضع لتدقيق أمني شديد.